# Akwedukt Walensa

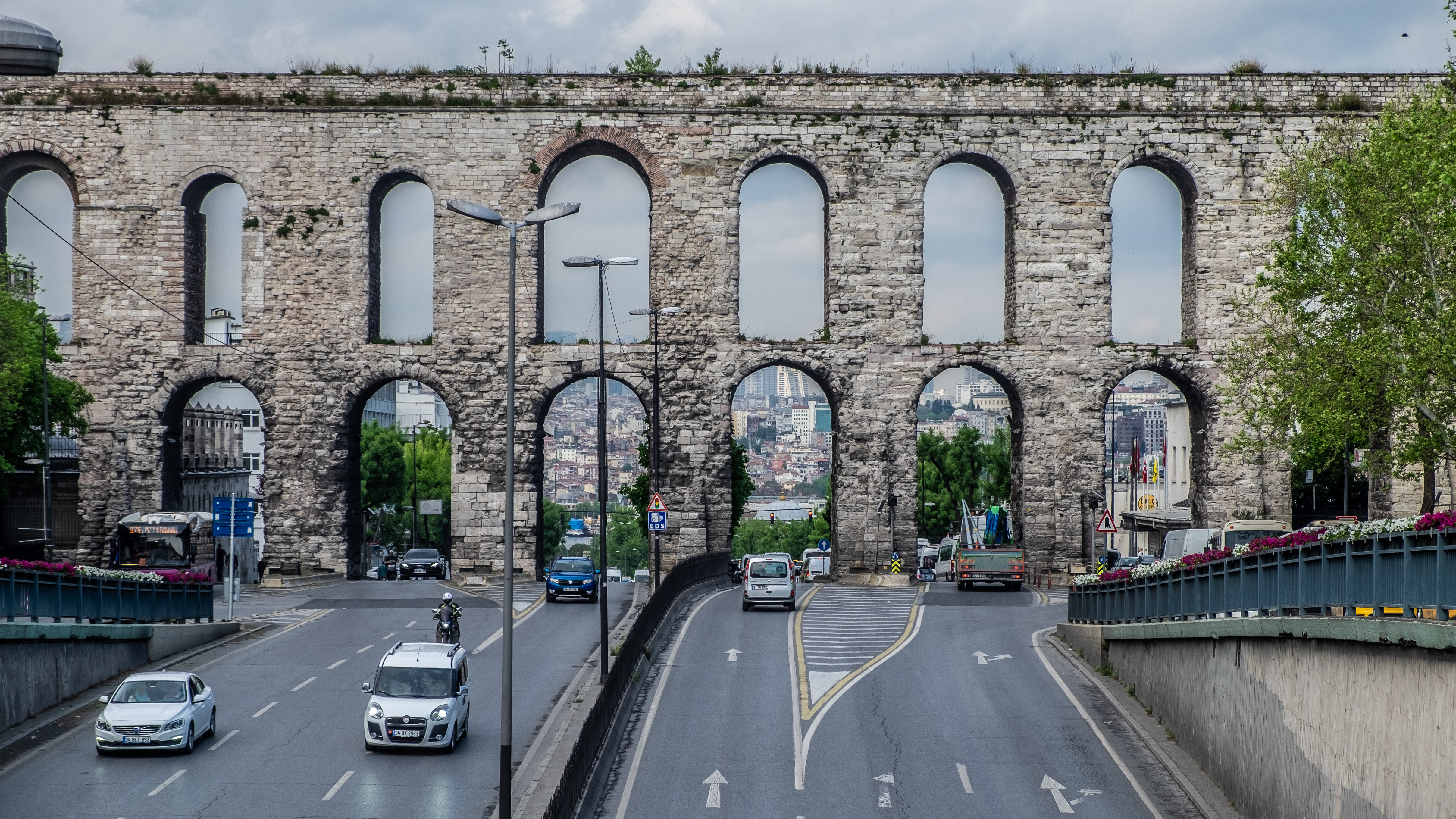
Akwedukt Walensa (2019)

Akwedukt Walensa  (zwany także Akweduktem Walentyniana; tr. Bozdoğan Kemeri, gr. Άγωγός του ὔδατος) – akwedukt w Stambule w Turcji. W czasach Konstantynopola dostarczał wodę do miasta. 
Zbudowano go w 373 roku na rozkaz cesarza rzymskiego Walensa. Budowę akweduktu nadzorował prefekt Konstantynopola Klearch. Akwedukt leży między trzecim a czwartym wzgórzem Półwyspu Historycznego. Nie jest znana trasy akweduktu w samym Konstantynopolu. Przypuszcza się, że budowla biegła wzdłuż Złotego Rogu, przecinała miasto i docierała do Forum Tauri. Zachowana część akweduktu mierzy 18,5 m wysokości w najwyższym punkcie oraz 625 m długości.
Za czasów panowania Justyna II w 576 roku odnowiono akwedukt. Po uszkodzeniu budowli przez Awarów w 626 roku odrestaurowano akwedukt. Za panowania Justyniana II rozbudowano akwedukt, by mógł doprowadzić wodę do okolic kościoła św. Anny z Deuteron.